# Nathalie Pubellier
 (avril 2019).
Si vous disposez d'ouvrages ou d'articles de référence ou si vous connaissez des sites web de qualité traitant du thème abordé ici, merci de compléter l'article en donnant les références utiles à sa vérifiabilité et en les liant à la section « Notes et références ».
Nathalie Pubellier est une chorégraphe française de danse contemporaine.

## Formation
Nathalie Pubellier suit des études de médecine et de biologie à Marseille avant d'intégrer l’école de formation professionnelle à la danse de Gianin Loringett à Nice. Elle s'initie ainsi aux techniques Graham avec Françoise Verdier et Cunningham avec Micheline Lelièvre. En 1987 elle obtient son diplôme de danse avec mention et intègre la compagnie Off Jazz Junior. Sa formation diversifiée lui permet de danser dans des univers différents qui viendront enrichir son expérience professionnelle : Paradis latin, shows télévisés, cinéma, opéras et compagnies de danse et de théâtre.
Elle poursuit son apprentissage à Paris et en 1990 elle rejoint la compagnie de la chorégraphe Kim Kan dont elle devient l’assistante en 1992. En 1993 elle traverse l'atlantique et rencontre à New York la chorégraphe Jennifer Muller avant de danser dans la compagnie de la danseuse et chorégraphe Anne Dreyfus à Paris jusqu’en 1998. Elle danse ensuite avec Quentin Rouiller, Corinne Lanselle, Jacques Dombrowski et les Ballets de Liège…
En 1993, elle est lauréate du concours international de Volinine avec sa première chorégraphie Que dirait Pygmalion ?
Elle crée depuis plusieurs pièces dont un duo Botia Macrachanta qui remporte le premier prix de chorégraphie au festival Les Synodales de sens en 1996. Accueillie en résidence dans plusieurs théâtres parisiens, Le Vingtième théâtre (2000-2002) et L'Étoile du Nord (2003-2005), elle est depuis 2008 en résidence longue au Théâtre du Lierre. En 2009, Nathalie Pubellier est chorégraphe invitée au Brésil dans le cadre de l’année de la France au Brésil.
Parallèlement investie dans le professorat depuis toujours, elle enseigne notamment au Conservatoire National Supérieur de Paris et est régulièrement invitée en France et à l’étranger pour des masterclasses, des créations et des transmissions des pièces du répertoire de la compagnie. 
En 2017 elle rejoint Clairemarie Osta et Nicolas Le riche au sein de l’équipe pédagogique du LAAC.
Elle est Jury national au sein de la Fédération Française de Danse

## Chorégraphie
- 1993 : Que dirait Pygmalion ?, prix Volinine
- 1994 : Autour de soi
- 1995 : Golloms
- 1996 : Botia Macrachanta, premier prix de chorégraphie au festival Les Synodales de sens
- 1997 : Une touche de silence, sélectionnée pour les rencontres de Bagnolet.
- 1999 : Passeurs de lumières
- 2000 : Thétys
- 2001 : Zoon
- 2002 : La Pieuvre
- 2004 : Singletons
- 2005 : Madeleine
- 2006 : Sous la rose
- 2007 : Bestiaire
- 2008 : Êtres de chair
- 2010 : Manège
- 2012 : L'étrangère
- 2014 : Henri
- 2016 : Six
- 2017 : Pulpe
- 2019 : MIA
- 2020: Nanou
- 2021 : Judith